# Andrzej Franaszek
Andrzej Franaszek (* 28. April 1971 in Krakau) ist ein polnischer Literaturwissenschaftler, Literaturkritiker und Publizist. In seinen wissenschaftlichen Untersuchungen beschäftigt er sich vorwiegend mit der zeitgenössischen polnischen Literatur, insbesondere mit Zbigniew Herbert und Czesław Miłosz.

## Leben
Franaszek besuchte das Gymnasium in Krakau und legte dort 1990 das Abitur ab. Anschließend nahm er ein Studium der Polonistik an der Jagiellonen-Universität auf und erwarb 1995 den Magister. Bereits als Student debütierte er als Literaturkritiker in der Zeitschrift NaGłos, in der er bis 1996 Rezensionen und Artikel veröffentlichte. Daneben publizierte er von 1992 bis 1995 in der Zeitschrift Dekada Literacka und begann 1994 für die Zeitung Tygodnik Powszechny als Redakteur zu arbeiten. Von 2004 bis 2005 war er Jurymitglied des Nike-Literaturpreises. Im Fernsehen nahm er an mehreren Literatursendungen im TVP Kultura teil, von 2009 bis 2012 bei Czytelnia, 2012 Czytanie to awantura und von 2013 bis 2014  Sztuka czytania, und moderierte im Polskie Radio 2 die Sendungen Życie na miarę literatury von 2012 bis 2014 und Dwukropek von 2014 bis 2015. Mit der Arbeit Kategorie negatywne w literaturze polskiej po roku 1989. Rekonesans promovierte er 2011 an der Pädagogischen Universität Krakau und wurde 2012 dort als wissenschaftlicher Mitarbeiter angestellt.
Er wohnt in Krakau.

## Publikationen
- Ciemne źródło, 1998
- Znigniew Herbert, 2000
- Przepustka z piekła. 44 szkice o literaturze i przygodach duszy, 2010
- Miłosz. Biografia, 2011
- Herbert. Biografia, 2018

## Nominierungen und Auszeichnungen
- 1999: Longlist des Nike-Literaturpreises mit Ciemne źródło
- 2011: Kościelski-Preis
- 2012: Publikumspreis des Nike-Literaturpreises mit Miłosz. Biografia
- 2013: Kazimierz-Wyka-Preis